# Weltervikt i boxning vid olympiska sommarspelen 1980
Resultat från boxning vid olympiska sommarspelen 1980 och herrarnas weltervikt. De 29 boxarna vägde under 67 kg. Tävlingarna arrangerades i Indoor Stadium of the Olympiski Sports Complex i Moskva.

## Medaljörer
| Klass      | Guld                 | Silver               | Brons                           |
| Weltervikt | Andrés Aldama · Kuba | John Mugabi · Uganda | Karl-Heinz Krüger · Östtyskland |
| Weltervikt | Andrés Aldama · Kuba | John Mugabi · Uganda | Kazimierz Szczerba · Polen      |

## Resultat

### Första rundan
| Vinnare                  | Resultat      | Förlorare                   |
| Första rundan            | Första rundan | Första rundan               |
| ------------------------ | ------------- | --------------------------- |
| Andrés Aldama (CUB)      | RSC-3         | Pierre Sotoumey (BEN)       |
| Peter Talanti (ZAM)      | 5-0           | Tumur Battur (MGL)          |
| Joseph Frost (GBR)       | KO-1          | Outsana Dao (LAO)           |
| Lucas Msomba (TAN)       | 4-1           | Elio Diaz (VEN)             |
| Karl-Heinz Krüger (GDR)  | 5-0           | Mohammad Ali Eldahhan (SYR) |
| Kebede Sahilu (ETH)      | DSQ-1         | Ben Sisay (SLE)             |
| Kazimierz Szczerba (POL) | RSC-2         | Miroslav Pavlov (TCH)       |
| Martti Marjamaa (FIN)    | 5-0           | Roland Omoruyi (NGR)        |
| Ionel Budusan (ROU)      | 5-0           | Patrick Davitt (IRL)        |
| Paul Rasamimanana (MAD)  | KO-2          | Imre Csjef (HUN)            |
| John Mugabi (UGA)        | KO-1          | Georges Koffi (CGO)         |
| Michael Pillay (SEY)     | 4-1           | Ole Svendsen (DEN)          |
| Mehmet Bogujevci (YUG)   | 5-0           | Mouhamed Moukdad (LIB)      |

### Andra rundan
| Vinnare                  | Resultat     | Förlorare                   |
| Andra rundan             | Andra rundan | Andra rundan                |
| ------------------------ | ------------ | --------------------------- |
| Plamen Yankov (BUL)      | 5-0          | Sadie Jabbar Mohammad (IRQ) |
| Andrés Aldama (CUB)      | 3-2          | Israel Akopkokhyan (RUS)    |
| Joseph Frost (GBR)       | KO-1         | Peter Talanti (ZAM)         |
| Karl-Heinz Krüger (GDR)  | 5-0          | Lucas Msomba (TAN)          |
| Kazimierz Szczerba (POL) | 5-0          | Kebede Sahilu (ETH)         |
| Ionel Budusan (ROU)      | RSC-3        | Martti Marjamaa (FIN)       |
| John Mugabi (UGA)        | KO-2         | Paul Rasamimanana (MAD)     |
| Mehmet Bogujevci (YUG)   | KO-1         | Michael Pillay (SEY)        |

### Kvartsfinaler
| Vinnare                  | Resultat      | Förlorare              |
| Kvartsfinaler            | Kvartsfinaler | Kvartsfinaler          |
| ------------------------ | ------------- | ---------------------- |
| Andrés Aldama (CUB)      | KO-3          | Plamen Yankov (BUL)    |
| Karl-Heinz Krüger (GDR)  | 5-0           | Joseph Frost (GBR)     |
| Kazimierz Szczerba (POL) | RSC-2         | Ionel Budusan (ROU)    |
| John Mugabi (UGA)        | KO-1          | Mehmet Bogujevci (YUG) |

### Semifinaler
| Vinnare             | Resultat    | Förlorare                |
| Semifinaler         | Semifinaler | Semifinaler              |
| ------------------- | ----------- | ------------------------ |
| Andrés Aldama (CUB) | 5-0         | Karl-Heinz Krüger (GDR)  |
| John Mugabi (UGA)   | 3-2         | Kazimierz Szczerba (POL) |

### Final
| Vinnare             | Resultat | Förlorare         |
| Final               | Final    | Final             |
| ------------------- | -------- | ----------------- |
| Andrés Aldama (CUB) | 4-1      | John Mugabi (UGA) |